# Sacoila argentina
Sacoila argentina es una especie de orquídea terrestre ornamental, originaria del norte de Argentina, Bolivia y Paraguay. Es considerada objeto de conservación dentro de la región del Chaco Paraguayo. Fue descubierta por Griseb en 1980 y fue publicada en 1982.

## Características
Es una especie terrestre y perenne. Las poblaciones naturales de Sacoila argentina son de baja densidad, muy escasas, dispersas y sólo se encuentran en la época de floración (antesis). Debido a estas razones, se trata de una especie poco recolectada. Se puede encontrar a una altura que puede ir desde los 100 hasta los 4000 m.s.n.m.

## Distribución
Esta especie se distribuye por los países de Argentina, Bolivia y Paraguay. En Argentina, se encuentra en las provincias de Catamarca, Chaco, Córdoba, Jujuy y La Rioja. En Paraguay se distribuye a lo largo del departamento del Alto Paraguay y de su región occidental.